# Szczeciogon szantowaty

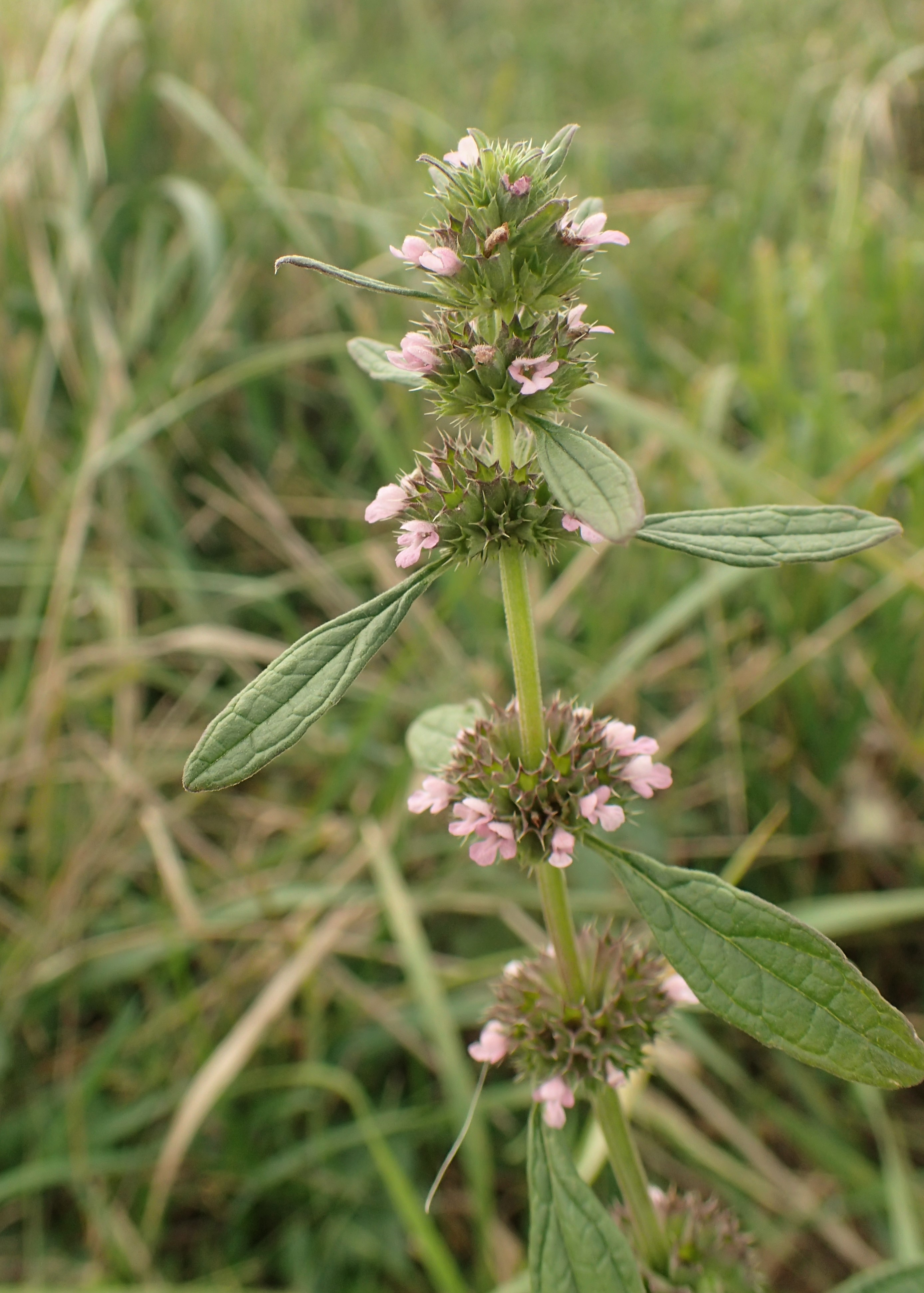
Chaiturus marrubiastrum

Szczeciogon szantowaty (Chaiturus marrubiastrum L.) – gatunek  rośliny z rodziny jasnotowatych (Lamiaceae). Reprezentuje monotypowy rodzaj szczeciogon (Chaiturus Willdenow, Fl. Berol. Prodr. 200. 1787). Zasięg występowania obejmuje Europę bez jej północnej części oraz zachodnią i środkową Azję (od Azji Mniejszej i Kaukazu, poprzez Kazachstan i południową Rosję, po północno-zachodnie Chiny (Sinciang)). W Polsce ma bardzo rozproszone stanowiska, głównie w dolinach większych rzek, częściej spotykany jedynie nad dolną Odrą i Wisłą.

## Morfologia
PokrójPęd szarozielony, wzniesiony, do 30–60 cm wysokości, rozgałęziający się w dolnej części. Łodyga czterokanciasta, pokryta w różnym stopniu krótkimi włoskami skierowanymi w dół, wyrasta ze skośnego, nieco drewniejącego kłącza.
LiścieOgonkowe (ogonek ma 1,5 do 2 cm długości), z wierzchu ciemnozielone i nagie, od spodu sinawe i krótko owłosione. Osiągają do 5 cm długości i 3 cm szerokości. Odziomkowe liście są okrągławe, dolne mają kształt jajowaty do trapezowatego i są podobnie jak odziomkowe grubo ząbkowane. Liście w górze pędu są łopatkowate do lancetowatych i mają klinowatą nasadę. Szczyt blaszki jest zaostrzony.
KwiatyZebrane w gęste nibyokółki w kątach liści w górze pędu, zagęszczające się ku szczytowi i w najwyższej części pędu tworzące gęsty nibykłos. Kwiaty wsparte są przez szydlaste przysadki podobnej długości jak kielich. Ten do 7 mm długi, dzwonkowaty, słabo owłosiony, zwieńczony szydlastymi działkami. Korona podobnej długości lub nieco dłuższa od kielicha, różowa, od zewnątrz owłosiona, wewnątrz (w gardzieli) naga. Dolna warga trójłatkowa, większa od górnej. Pręciki nieco tylko wystające z rurki korony, z nagimi nitkami i rozchylonymi pylnikami. Zalążnia czarnobrązowa, omszona na szczycie.
OwoceRozłupki trójgraniaste, na szczycie ucięte, brązowe, do 1,5 mm długości, omszone.

## Biologia i ekologia
Roślina dwuletnia, rzadziej jednoroczna. Hemikryptofit lub terofit. Kwitnie od lipca do sierpnia (według części źródeł w czerwcu i lipcu). Owocuje w końcu lata. Zasiedla pastwiska, odłogi i brzegi wód, zwykle w dolinach rzek, poza tym rośnie na przydrożach, na siedliskach ruderalnych w obrębie miejscowości, na skrajach lasów. Zasiedla tereny nizinne, w Azji Środkowej rośnie do 900 m n.p.m.

## Systematyka i taksonomia
Gatunek reprezentuje monotypowy rodzaj, ale też często bywa włączany do rodzaju serdecznik Leonurus (jako Leonurus marrubiastrum). Należy w każdym razie wraz z nim do plemienia Leonureae w podrodzinie Lamioideae w rodzinie jasnotowatych Lamiaceae.
Synonimy taksonomiczne
- Cardiaca leonuroides Willd.
- Cardiaca marrubiastrum (L.) Schreb.
- Chaiturus leonuroides Willd.
- Chaiturus marrubiastrum (L.) Spenn.
- Chaiturus marrubifolius St.-Lag.
- Leonurus marrubiastrum L.
- Leonurus marrubifolius St.-Lag.
- Leonurus parviflorus Salisb.